# Saint-Hilaire-la-Gérard
Saint-Hilaire-la-Gérard foi uma comuna francesa na região administrativa da Normandia, no departamento Orne. Estendia-se por uma área de 8,77 km². Em 2010 a comuna tinha 105 habitantes (densidade: 12 hab./km²).
Em 1 de janeiro de 2019, passou a formar parte da comuna de Mortrée.